# 오르노스섬

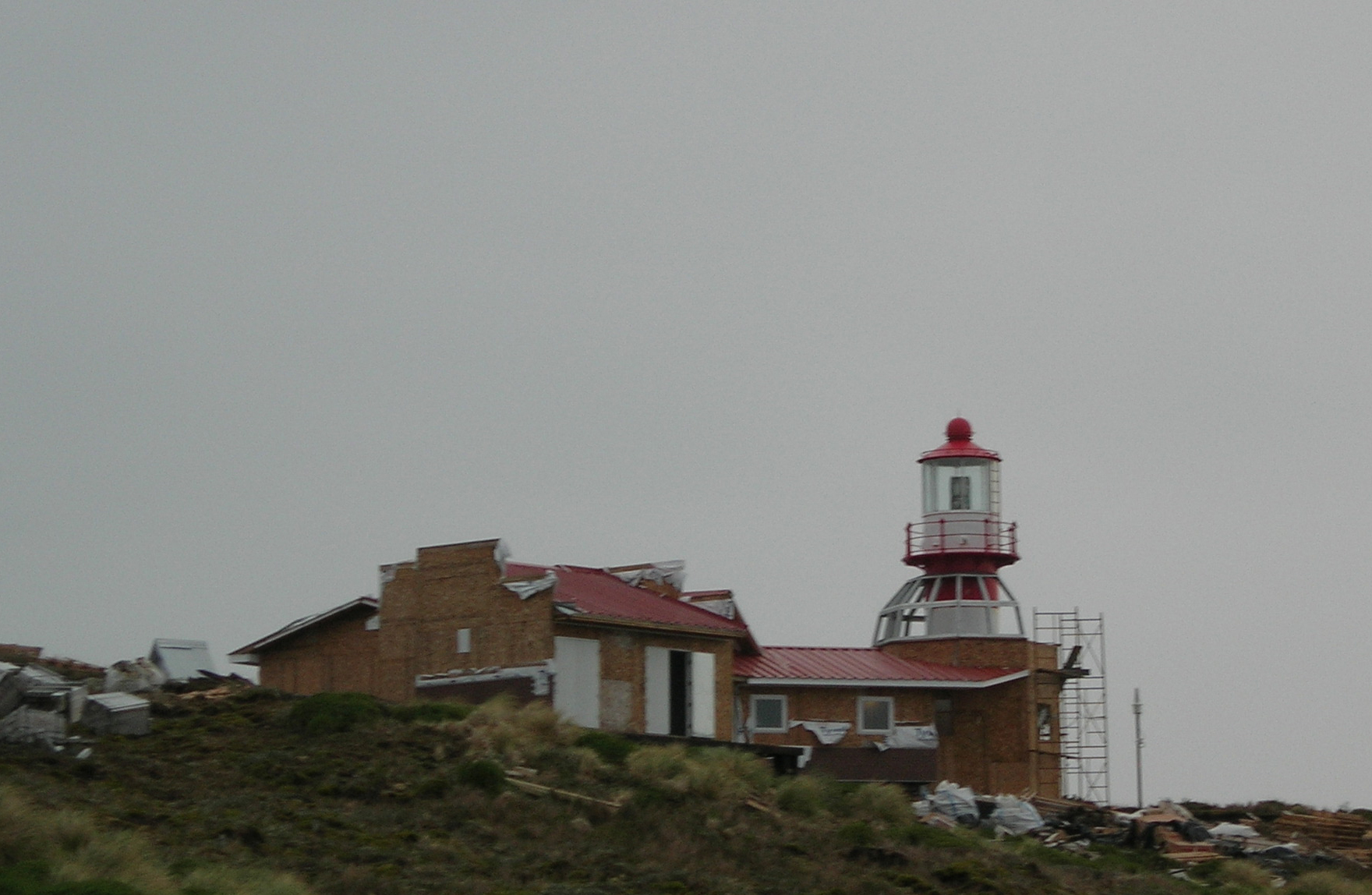
오르노스 섬의 등대

오르노스섬(Isla Hornos)은 티에라델푸에고 제도의 최남단에 위치한 섬이다. 혼곶이 위치해 있다.
티에라델푸에고 제도의 일부로, 남위 55도 59분, 서경 67도 16분에 위치해 있다. 칠레의 푼타 아레나스의 100km 남쪽에 위치해 있다. 인구는 4명이며, 6000년 전에 야간 족의 조상이 살았던 흔적이 있다. 16세기까지는 오르노스 섬이 인간이 거주한 적이 있는 섬의 최남단에 속했었다. 섬에는 두 개의 등대가 위치해 있는데 1962년에 만들어진 등대가 하나, 1992년에 만들어진 등대가 하나 있다.